# Fred Westgarth
Fred Westgarth (juliol de 1887 a South Shields, Anglaterra - 4 de febrer de 1957) va ser un futbolista anglès, tot i que és més conegut pel seu paper d'entrenador.

## Carrera
Westgarth va ser un entrenador de futbol d'èxit després d'una carrera de jugador de perfil baixa. Va ser l'entrenador ajudant de South Shields abans d'unir-se a Ebbw Vale, Workington i Luton Town per a aprendre la tasca d'entrenador. El 1938 es va incorporar Stockport County com a entrenador-gestor.
El desembre de 1936 es va traslladar al Carlisle United sense esperar a veure el seu equip de Stockport guanyar el títol de la Divisió Tres (Nord) aquella temporada. El març de 1938 va dimitir del Carlisle per traslladar-se a Bradford City.
Va ajudar el Bradford a aixecar el seu primer títol durant deu anys, encara que només a la Tercera Divisió Nord Challenge Cup, el 1938-39. La temporada següent, la Segona Guerra Mundial va interrompre el futbol anglès. Westgarth es va quedar al City fins al 1943 quan es va unir al Hartlepools United.
Va tenir èxit a Hartlepools a mitjans dels anys cinquanta. El 1955 el club va arribar a la 4a ronda de la FA Cup, la seva millor actuació de la història. La temporada 1956-57, Hartlepools va perdre per poc la victòria de la Tercera Divisió (Nord). Però el 1957 es va posar greument malalt i va morir el 4 de febrer poc després de veure com el seu equip perdia 4-3 davant el Manchester United a la tercera ronda de la FA Cup davant d'un rècord d'espectadors de 17.264 al Victoria Park.

## Palmarès
- Tercera Divisió Nord Challenge Cup 1938-39 (amb el Bradford City)